# Barbesteijn (1717)
La East Indiaman Barbesteijn era una nave mercantile olandese,  andata persa per naufragio il 22 ottobre 1735 all'imbocco del porto di Galle, a Ceylon.

## Storia
La East Indiaman Barbesteijn fu costruita nel cantiere navale di Middelburg nel 1717, per la locale Camera della Compagnia olandese delle Indie orientali.
Il 31 dicembre 1718 la  Barbesteijn salpò da Rammekens, per conto della camera di Zelanda, per Batavia al comando del capitano Michiel Landsheer, sostando al Capo di Buona Speranza tra il 2 luglio e il 25 agosto 1719, giungendo a destinazione il 21 ottobre dello stesso anno.
La nave intraprese il viaggio di ritorno da Batavia per conto della camera di Delft il 1 dicembre 1719, al comando del capitano Andries Pijl, sostando al Capo di Buona Speranza tra i 25 febbraio e il 19 aprile 1720, e arrivando a Goeree il 6 agosto dello stesso anno.
Il 21 maggio 1721, per conto della camera di Delft, la nave salpò dall'isola di Goeree al comando del capitano Jan Kopersluis, sostò al Capo di Buona Speranza tra il 7 settembre e il 21 ottobre e arrivò a Batavia il 24 gennaio 1722. La Barbesteijn intraprese il viaggio di ritorno per conto della camera di Zelanda il 2 dicembre 1722, sostò al Capo di Buona Speranza  tra il 4 e il 25 marzo 1723 e arrivò a Rammekens il 6 luglio dello stesso anno.
La Barbesteijn, per conto della camera di Zelanda, salpò da Rammekens il 10 febbraio 1724, al comando del capitano Cornelis Fret, sostò a Capo di Buona Speranza tra il 18 giugno e il 1 luglio, arrivando a Batavia il 1 settembre dello stesso anno. Il viaggio di ritorno, per conto della camera di Zelanda, venne intrapreso da Batavia il 1 dicembre 1724, con la nave che sostò a Capo di Buona Speranza tra 21 febbraio e il 11 aprile 1725, e arrivò a Rammekens il 27 luglio dello stesso anno.
La Barbesteijn, per conto della camera di Zelanda, salpò da Rammekens il 7 novembre 1726, al comando del capitano Joris Vermouwe, sostò a Capo di Buona Speranza tra il 18 marzo e il 19 aprile 1727,  arrivando a Batavia il 7 novembre dello stesso anno. Il viaggio di ritorno, per conto della camera di Zelanda, venne intrapreso da Batavia il 26 ottobre 1727, con la nave che sostò a Capo di Buona Speranza tra 26 gennaio e il 9 febbraio 1728, e arrivò a Rammekens il 17 giugno dello stesso anno.
Il 28 maggio 1729 la nave, per conto della camera di Zelanda, e al comando del capitano Anthonie Klink, salpò da Rammekens il 28 maggio 1729, sostò a Capo di Buona Speranza tra il 5 ottobre e il 2 novembre,  arrivando a Batavia il 14 febbraio 1730. Da Batavia la nave, per conto della camera di Zelanda, salpò il 17 ottobre 1730, sostò a Capo di Buona Speranza tra 18 gennaio e il 21 febbraio 1731, e arrivò a Rammekens il 13 luglio dello stesso anno.
Il 14 maggio 1732 la nave, per conto della camera di Zelanda, e al comando del capitano Jan van Est, salpò da Rammekens il 14 maggio 1732, sostò a Capo di Buona Speranza tra il 7 novembre e il 6 dicembre, arrivando a Batavia il 10 aprile 1733.
Nel 1733 la nave effettuò un viaggio, via Malabar, a ovest delle Maldive, per evitare i pirati, in Persia, da dove salpò per Batavia il 1 gennaio 1735 con a bordo 43.063 libbre di lana. Effettuò successivamente alcuni viaggi da Cheribon a Batavia.  La Barbesteijn salpò da Batavia per rientrare nei Paesi Bassi il 27 luglio 1735, sostando a Colombo, sull'isola di Ceylon, per dirigersi  quindi, il 18 ottobre, al porto di  Galle.  La procedura normale prevedeva che le navi si ancorassero fuori dalla baia e attendessero l'arrivò di un pilota. Poiché il tempo era troppo brutto per entrare nel porto, il Barbesteijn aspettò fuori dalla rada diversi giorni. Secondo le testimonianze di chi era a bordo la mattina del 22 ottobre, la nave ruppe un'ancora e andò alla deriva in direzione della riva. L'equipaggio lanciò i segnali di soccorso per cercare assistenza, e contro ogni regolamento cercò di portare la nave dentro il porto senza assistenza del pilota. Riuscirono ad evitare l'incaglio per qualche tempo, utilizzando le vele e arrivando a gettare fuori bordo anche i cannoni legati a delle funi, ma non riuscirono ad arrestare il movimento della nave. Una piccola nave cercò di raggiungere la Barbesteijn trasportando altre ancore, ma senza successo. poco dopo la nave si arenò sul fondale, e circa un'ora dopo, verso le 9:00, iniziò ad imbarcare acqua. Alla sera c'era acqua fino al primo ponte, che poi salì tra il primo ed il secondo per un'altezza di due piedi. Tutti i tentativi di portare aiuto alla Barbesteijn fallirono.
Il relitto del Barbesteijn potrebbe essere stato identificato durante un rilevamento effettuato con un magnetometro nel febbraio 1997, vicino alla spiaggia nell'angolo nord-est della baia di Unawatuna.

### Fonti
1. 1 2 3 4 5 6 7 8 9 10 11 12 13  De VOC site.
2. 1 2 3 4 5 6 7 8 9 10  Maritimeasia.